# Zonbu
Zonbu est une entreprise orientée nouvelle technologie. Celle-ci vend des ordinateurs accompagnés de service en ligne. Les ordinateurs proposés sont équipés d'un système d'exploitation ainsi que de logiciels open source.

## Produit principal
Le produit phare de la marque est le Zonbu Mini. Celui-ci est un des plus petits ordinateurs de bureau au monde et un des plus silencieux. Ce « mini-pc » est complet, avec ses 6 ports USB et sa mémoire CompactFlash de 4 Go intégrant le système.

## Caractéristiques
- Processeur : 1,2 GHz, VIA C7-M Intel-compatible, ultra-basse consommation
- Mémoire vive : 512 Mo
- CompactFlash de stockage : 4 Go
- Carte graphique : VIA CX700M2 UniChrome PRO II, sortie VGA, supporte jusqu'à 2048 x 1536 (16 millions couleurs, 75 Hz)
- Audio : haut-parleur intégré, ports microphone et écouteurs
- Ports compatibles pour clavier et souris
- 6 ports USB 2.0
- Ethernet : 10/100 Mb/s intégrés
- Wi-Fi : carte 802.11b/g intégré disponible en option
- Alimentation : adaptateur AC-DC 10
- Taille : 124 mm x 56 mm x 170 mm
- Poids : 0,97 kg